# محمد رئیسی
محمد رئیسی (زاده ۱۳۳۶ در نافچ)، نمایندهٔ اصلاح طلب دوره ششم و سوم مجلس شورای اسلامی از حوزهٔ انتخابیهٔ شهرکرد، سامان و بن بود.